# Willard Winfield Rowlee
Willard Winfield Rowlee (n. 15 de diciembre de 1861 - f. 9 de agosto de 1923) fue un botánico, y profesor estadounidense.
Fue docente en Botánica en la Universidad Cornell, donde obtuvo su doctorado PhD en 1893.

## Algunas publicaciones
- 1893. On akenes and seedlings of plants of the order Compositae. Ed. Torrey Botanical Club. 17 pp.
- 1894. Guide for laboratory practice in plant morphology. Ed. el autor. 21 pp.
- 1896. Salix candida Willd., and its hybrids. Ed. Torrey Botanical Club
- 1907. Two New Willows from the Canadian Rocky Mountains. Bull. of the Torrey Botanical Club 34 ( 3 ) :. 157-159

### Libros
- 1893. On akenes and seedlings of plants of the order Compositae. Ed. Torrey Botanical Club. 17 pp.
- 1894. Guide for laboratory practice in plant morphology. 21 pp.
- 1897. The swamps of Oswego County, N.Y., and their flora. 690-699, 792-800 p.

- La abreviatura «Rowlee» se emplea para indicar a Willard Winfield Rowlee como autoridad en la descripción y clasificación científica de los vegetales.[2]